# 賴嘉輝
賴嘉輝（Lai Ka Fai，1983年5月30日—），是一名香港足球運動員，司職後衛。現時為香港超級聯賽球會標準流浪主教練。

## 球員生涯
賴嘉輝出身於花花，其後轉投流浪。2004年轉會加盟公民，並曾擔任球隊隊長。
2006年12月，入選香港奧運隊，參加在卡塔爾首都多哈舉行的第15屆亞運會足球賽。
2007年夏天，重新加盟寶路華流浪，一季後再轉投晨曦。

## 執教生涯
賴嘉輝於2019年開始執教生涯，擔任標準流浪主教練。

## 副業
與前晨曦隊友陳耀麟，開設食肆「公仔麵廚房」。

## 外部連結
- 香港足球總會網頁球員註冊資料 （页面存档备份，存于）
- HKFA （页面存档备份，存于）
- 香港足總 （页面存档备份，存于）